# Автошлях Т 1004
Автошлях Т 1004 — автомобільний шлях територіального значення в Київській області. Проходить територією Бориспільського та Броварського районів. Загальна довжина — 44,9 км.
Пролягає через населені пункти Велика Стариця, Гоголів, Жердова, Рудня.